# متنزه ألان تريمان البحري الحكومي
تبلغ مساحة متنزه ألان تريمان البحري 91 أكر (0.37 كـم2)وهو متنزه الولاية ومرسى يقع في مدينة إيثاكا في مقاطعة تومبكينز، نيويورك، الولايات المتحدة. تقع الحديقة في الطرف الجنوبي من بحيرة كايوجا، وهي إحدى بحيرات نيويورك الـ 11. كان ألان هوسي ترمان (1899-1975)،الذي سمي المتنزه على إسمه، أستاذًا في القانون بجامعة كورنيل، ومستشارًا لمدينة إيثاكا، وعضوًا في لجنة فنجر ليك بارك. وهو نجل روبرت هـ. ترمان، الذي سمي المتنزه العام باسمه تكريما له.

## وصف المتنزه
يوفر متنزه آلان ترمان البحري الحكومي مقطورة للقوارب بثمانية اماكن ومرسى يضم 370 قاربا موسميا و 30 قاربا عابرا و 30 قاربا جافا. مقطورات القوارب تتمتع التي تم إطلاقها في المنشاة بسهولة الوصول إلى نظام قناة ولاية نيويورك. تتوفر أيضًا فرص صيد الأسماك ومراقبة الطيور ( أنواع الطيور المائية والأراضي الرطبة) وطاولات النزهة في المتنزه.

## المعرض

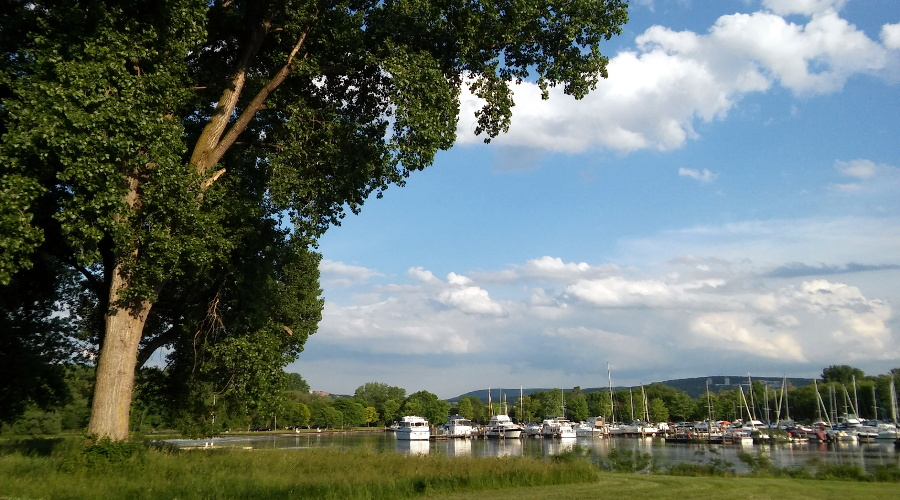
يتصل المرسى بالطرف الجنوبي لبحيرة كايوغا عبر مدخل البحيرة.
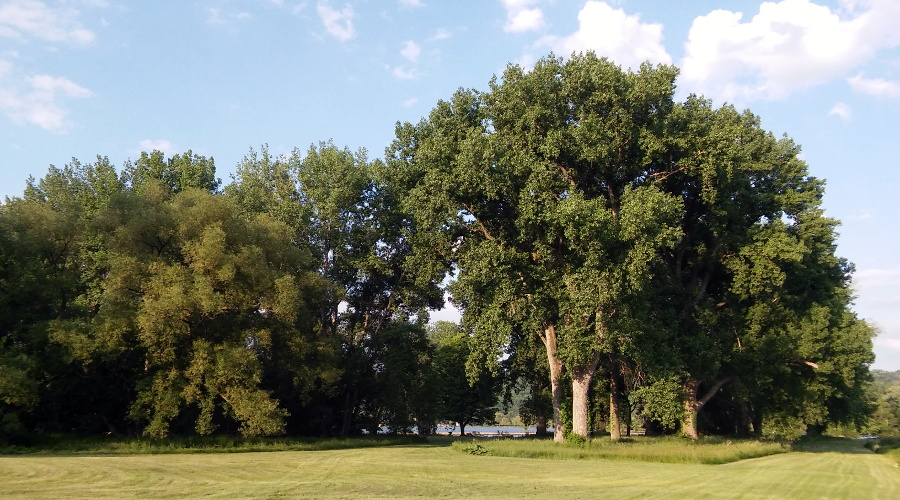
يتميز بستان خشب القطن 100-قدم (30 م) أشجار القطن المخلوطة مع القيقب والأنواع الأخرى
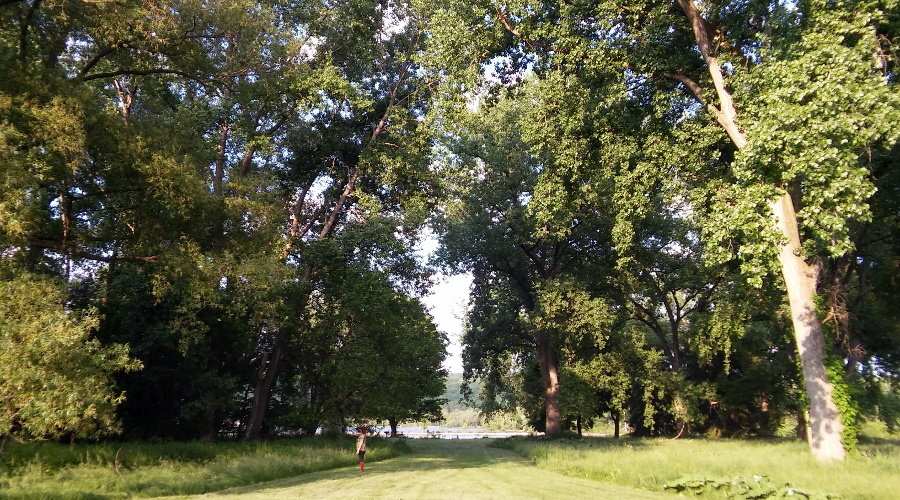
منظر آخر لبستان من خشب القطن
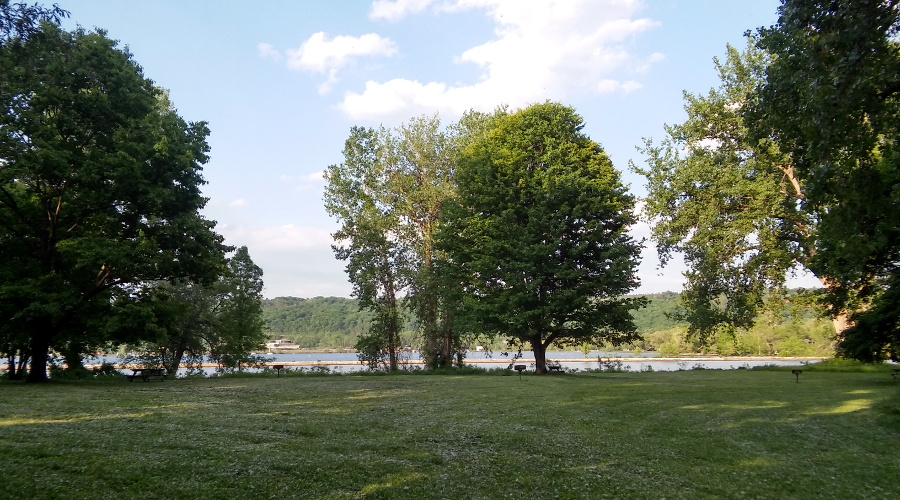
منطقة النزهة في بستان خشب القطن

## روابط خارجية
- New York State Parks: Allan H. Treman